# Dragon Ball (objeto)
Las Dragon Balls (ドラゴンボール?), conocidas en español también como Bolas de Dragón y Bolas Mágicas en España, o Esferas del Dragón en Hispanoamérica, son siete artefactos mágicos presentes en el manga y anime Dragon Ball de Akira Toriyama, siendo uno de los principales temas de la historia.
Cuando se reúnen, se utilizan para invocar a un dragón que concede uno o varios deseos. Esta invocación hace que el cielo del planeta donde se activen se nuble y oscurezca. Su color siempre es naranja cristalino y están marcadas con estrellas en relieve en su interior. Estas varían de 1 a 7 y son de color rojo, excepto en las Dragon Balls Definitivas, que son de color negro. Cuando dos o más se reúnen, comienzan a palpitar y a emitir fuertes destellos simultáneamente. Después de cumplirse el deseo, se convierten en piedras durante el plazo de un año.
En Dragon Ball GT se incluye otra característica: todas las Dragon Balls tienen un espíritu y energía propios; cada vez que se pide un deseo esta energía, que por defecto es positiva, va decreciendo y aumentando por consiguiente su energía negativa.

## Importancia
Las Dragon Balls son la razón por la que se unen los personajes principales al inicio de la historia, la primera y tercera saga se centran en buscar estos artefactos. Más adelante se convierten en el objeto deseado por los villanos Piccolo Daimaō, Vegeta y Freezer y defenderlas será la misión de los héroes. En los arcos posteriores se transforman en una herramienta para ayudar en los combates contra villanos como Majin Boo, Baby y Super A-17, hasta que su uso excesivo hace que cerca del final de Dragon Ball GT estos artefactos traigan al último adversario de la historia.

## Creación
Según se ha mencionado, todas las Dragon Balls existentes en el universo son versiones de menor poder basadas en las Super Dragon Balls creadas por el dios Zarama, aunque no se ha profundizado respecto al método usado por este para crearlas.
En el planeta Namek, el conocimiento para crear las Dragon Balls fue dado por los Kaiō Shin y su procedimiento es relativamente simple aunque solo cierto linaje de su especie posee la capacidad de llevarlo a cabo. Este consiste en crear una efigie con el aspecto que se desea dar al dios dragón e imbuirla con poder hasta que cobra vida y se materializa junto con las esferas. Posteriormente el creador puede, si lo considera adecuado, modificarlas aumentando el poder que les ha imbuido para reducir o cambiar las limitaciones que poseen.
Originalmente las esferas de la Tierra no deberían haber existido ya que el dictamen de los Kaiō Shin prohibía que este don se usara fuera del planeta Namek, sin embargo cuando el hijo de Katattsu (Kamisama) llegó a la Tierra era tan pequeño que desconocía las costumbres de su gente, aun así demostró poseer un gran potencial al poder crear unas Dragon Balls propias usando el método namekiano casi de forma instintiva y sin ningún entrenamiento al respecto, cosa que fue tolerada por los dioses ya que contaban con que el tamaño y los peligros del planeta Tierra, sumado al naturalmente bajo poder de pelea de sus habitantes, convertirían el acto de reunir las siete esferas en un evento muy improbable, tal como sucedió durante mucho tiempo, sin embargo la invención de los radares del dragón de Bulma, el ejército Red Ribbon y otros permitió encontrarlas con mayor facilidad y utilizarlas de forma recurrente.

## Características
| Nombre                      | Creador             | Deseos que concede | Tiempo de restauración    | Dragón         | Otras características |
| --------------------------- | ------------------- | ------------------ | ------------------------- | -------------- | --- |
| Súper Dragon Balls          | Dios Dragón Zarama  | 1                  | 1 año                     | Super Shenlong | - Son de gran tamaño (37,196.2204 km de diámetro) casi el equivalente al tamaño de un planeta. - Se encuentran dispersas entre los universos 6 y 7. - Solo se pueden activar hablando el lenguaje de los dioses. |
| Dragon Balls Namekianas     | Saichōrō            | 3                  | 130 días (1 año en Namek) | Polunga        | - Son de mayor tamaño y peso que las Dragon Ball Terrestres, aproximadamente tan grandes como el torso de un niño de 10 años. - Solo se pueden activar hablando el idioma Namek. |
| Dragon Balls Terrestres     | Kamisama            | 1                  | 1 año                     | Shenlong       | - Se dispersan por todo el planeta en forma de piedra tras conceder el deseo. - Son de tamaño medio, un poco más grandes que una pelota de tenis, ocupando la palma de una mano, aproximadamente 7 o 7.5 cm de diámetro. |
| 2.º Dragon Balls Terrestres | Dende               | 2 o 3              | 1 año                     | Shenlong       | - Sus características son idénticas a las primeras terrestres, ya que Dende utilizó como base los elementos usados en la creación de las primeras. - Al asumir Dendé como Kami-sama, las Dragon Balls pasaron a cumplir hasta 3 deseos, pero si se pide un deseo que requiera mucho poder, solo se podrán conceder 2 deseos, por ejemplo revivir a todos los habitantes de un planeta. - Si no conceden todos los deseos de una vez solo se transforman en piedra un periodo proporcional a la cantidad de deseos usados. |
| Dragon Balls Definitivas    | El Piccolo original | 1                  | no                        | Shenlong rojo  | - Se dispersan, tras conceder el deseo, por toda la Galaxia del planeta en donde se han activado. - Hacen explotar el planeta donde fue concedido el deseo si no son reunidas en el plazo máximo de un año del mismo. - Las estrellas de las mismas son de un color negro en lugar del clásico color rojo. - Su tamaño es igual al de las terrestres. |

### Limitaciones
Todas las Dragon Balls, exceptuando las Definitivas y la Super Dragon Balls, tienen dos principales limitaciones:
- No pueden conceder deseos que afecten a individuos más fuertes que el creador de las Dragon Balls a menos que el sujeto esté de acuerdo.
- No pueden revivir de ninguna forma a un individuo que haya muerto por causas naturales.

Aparte de estas, cada Dragon Ball tiene otras limitaciones propias.
Dragon Balls Namekianas
- Solo pueden revivir a una persona por deseo, jamás a un colectivo.

Esta limitación es eliminada cuando Moori se convierte en el nuevo Saichōrō del planeta Namek
Dragon Balls Terrestres
- No pueden revivir a una persona que haya sido revivida por el mismo deseo anteriormente.
- No pueden revivir a una persona que lleve más de un año muerta.

Estas limitaciones son eliminadas cuando Dende vuelve a crear unas segundas Dragon Balls Terrestres, al convertirse en el Nuevo Dios de la Tierra

### Nomenclatura
Cada Dragon Ball se nombra de acuerdo al número de estrellas que tenga inscritas. Este nombre está en chino mandarín, por lo que en el manga original Akira Toriyama escribió los Kanjis, y sobre ellos, en Katakana, la pronunciación aproximada en chino mandarín. En la traducción española de la serie se usó un derivado del nombre rōmaji, mientras que en Hispanoamérica se utilizó la traducción de los nombres al español directamente.
| N.º de Estrellas | Kanji  | Chino mandarín | Katakana         | Rōmaji      | Nombre en España | Nombre en Hispanoamérica   |
| ---------------- | ------ | -------------- | ---------------- | ----------- | ---------------- | -------------------------- |
| 1                | 一星球 | Yī Xīngqiú     | イーシンチュー   | Ī Shinchū   | Ih / Li Shinchuu | Esfera de una estrella     |
| 2                | 二星球 | Èr Xīngqiú     | アルシンチュー   | Ar Shinchū  | Ryan Shinchuu    | Esfera de dos estrellas    |
| 3                | 三星球 | Sān Xīngqiú    | サンシンチュー   | San Shinchū | San Shinchuu     | Esfera de tres estrellas   |
| 4                | 四星球 | Sì Xīngqiú     | スーシンチュー   | Sū Shinchū  | Suu Shinchuu     | Esfera de cuatro estrellas |
| 5                | 五星球 | Wŭ Xīngqiú     | ウーシンチュー   | Ū Shinchū   | Uh Shinchuu      | Esfera de cinco estrellas  |
| 6                | 六星球 | Liù Xīngqiú    | リューシンチュー | Ryū Shinchū | Ryuu Shinchuu    | Esfera de seis estrellas   |
| 7                | 七星球 | Qī Xīngqiú     | チーシンチュー   | Chī Shinchū | Chii Shinchuu    | Esfera de siete estrellas  |

## Historia

### Origen
Las Dragon Balls fueron otorgadas a los namekianos por los Kaiō Shin por ser seres pacíficos y bondadosos, pero dado que alteran gravemente el curso natural de las cosas se prohibió que fueran creadas fuera de Namek. Pueden ser creadas por cualquier Namekiano del Clan Dragón, sin embargo por tradición solo existe un juego de esferas creadas por el Saichōrō. Seis de las Dragon Balls eran entregadas a los seis Chōrō quienes habían probado su valentía y fuerza, y entre estos siete estudiaban cada uno de los deseos que se pedirían.

### Dragon Balls de la Tierra
En el año 261, según la Cronología de Dragon Ball una serie de bruscos cambios climáticos catastróficos en Namek hicieron que Katattsu enviara a su hijo a otro planeta para salvarlo. Este llegó a la Tierra donde más adelante se convertiría en Kamisama. Como Kamisama, él creó las Dragon Balls en la tierra para dar esperanza a la humanidad y ser utilizadas en caso de emergencia. Estas Dragon Balls casi fueron destruidas cuando Piccolo Daimaō mató a Shenlong, y Kamisama pensó en no arreglarlas porque la humanidad las había utilizado solamente para deseos egoístas e interesados, pero gracias a Son Gokū cambió de opinión en última instancia. Cuando Piccolo murió en su combate contra Nappa y Vegeta, Kamisama murió también y las Dragon Balls se convirtieron en piedras, hasta que fueron revividos y cuando Piccolo y Kamisama se fusionaron para combatir contra los Androides, estas Dragon Balls volvieron a convertirse en piedras y dejaron de existir definitivamente.

### Otro origen
En los primeros episodios del anime Kame Sen'nin le cuenta a Krilin, una leyenda de como se crearon las Dragon Balls. Esta cuenta que eran originalmente una enorme Dragon Ball, la cual fue otorgada por los dioses y era alabada por todos deseando siempre paz, pero las personas la comenzaron usar para sus fines egoístas, lo que causó guerras y posteriormente la ira de los dioses, quienes la separaron en siete y la dispersaron por el mundo entero.

### Segundas Dragon Balls de la Tierra
Durante la tregua de diez días antes de los Cell Games, y Gokū viajó al Nuevo planeta Namek para conseguir a alguien que tomara el puesto de Kamisama como nuevo Dios de la Tierra, y el elegido fue Dende. Al llegar a la Tierra creó unas nuevas Dragon Balls a partir del molde de las anteriores, que serían las utilizadas hasta el final de la serie.

### Super Dragon Balls
Las Super Dragon Balls (スーパードラゴンボール?) o Super Esferas del Dragón, también conocidas como Orbes de deseo (originalmente llamadas así por el Dios de la Destrucción del universo 6, Champa), son las Dragon Balls originales pertenecientes al Universo 6 y el Universo 7 que aparecen en Dragon Ball Super; creadas por el dios dragón Zarama, tras las cuales Son Goku y sus amigos van en su búsqueda. Su tamaño es similar al de un planeta. Al reunir las esferas, el usuario de estas tendrá que invocar a Super Shenlong, el Dragón Divino comunicándose con el Idioma de los Dioses, tras esto, el dragón será invocado. Estas esferas no poseen límites, pudiendo el usuario pedir cualquier tipo de deseo, a diferencia de otras versiones de las mismas. Tras conceder el deseo, el Dragón Divino desaparecerá y las esferas se esparcirán por los Universos 6 y 7, no pudiendo ser reunidas hasta el año siguiente. Son un importante punto en la trama de Dragon Ball Super, siendo la primera versión de las esferas, gracias a estas se crearon las Dragon Balls Namekianas.

### Dragon Balls definitivas
Las Dragon Balls Definitivas (究極のドラゴンボール Kyūkyoku no Dragon Balls?) también denominadas como Dark Dragon Balls o Esferas del Dragón de estrellas negras, son un tercer tipo de Dragon Balls, que aparecieron en Dragon Ball GT. Fueron creadas por Kamisama mucho tiempo antes de separarse de su parte malvada, por lo que estas tienen aún más poder que las Dragon Balls tradicionales, sin embargo, un efecto secundario de su enorme poder es que el planeta donde cumplan un deseo explota un año después de la invocación, por lo que tras su creación fueron selladas en el interior del Palacio de Kamisama, donde permanecieron ocultas hasta ser descubiertas por Pilaf y sus secuaces.
Al saber Piccolo de ellas y comprobar que existen debido a que se encuentran ligadas a él (vuelve a ser el Kamisama original, creador de las mismas tras su fusión en Dragon Ball Z, durante el arco de los androides), decide sacrificarse para evitar que estas poderosas Dragon Balls caigan en manos equivocadas otra vez, la segunda vez que fueron diseminadas por el universo, acontecimiento producido por el deseo de Vegeta Baby.

### La Corrupción de las Dragon Balls Terrestres
Dado el uso excesivo de las Dragon Balls en la Tierra, la energía negativa de estas creció hasta resquebrajarlas, por lo que cuando el Super #17 fue destruido y se intentó utilizarlas para revivir a las víctimas de ese combate, en lugar de Shenlong apareció un nuevo Dragon de aspecto siniestro, conocido como Kokuen no Ryū. Este Dragón anuncia que él no obedece las órdenes de los humanos y tras desaparecer las Dragon Balls se transforman en siete Dragones Oscuros Cuando Gokū vence al último y más poderoso dragón oscuro, las Dragon Balls regresan a la normalidad, pero sin ser invocado, ni oscurecerse el cielo, Shenlong aparece y les informa que desaparecerá junto con las Dragon Balls. Antes de esto, Gokū pide un último deseo y se marcha junto a él. Tras esto, el cuerpo de Goku absorbe cada una de las 7 Dragon balls quedando en su interior un largo tiempo con el fin de purificarse con Energía Positiva.

### Especial TV Dragon Ball GT:Gokū Gaiden
En el especial de televisión Gokū Gaiden! Yūki no akashi wa Sì Xīngqiú, Gokū Jr. encuentra la Sì Xīngqiú en la casa del abuelo Son Gohan e intenta pedirle un deseo, pero nada sucede. Entonces aparece Son Gokū original, con un aspecto joven, y le explica que necesita las siete Dragon Balls para que un deseo se conceda. En ese momento Pan, totalmente curada de su grave enfermedad, y Pakk, después de caer por un precipicio, aparecen llegando en un helicóptero de policía.
Gokū explica a Goku Jr. que la Dragon Ball no ha cumplido su deseo sino que lo ha hecho su propia valentía, animándole a no rendirse jamás y a no abandonar la Lucha.

## Los deseos concedidos
Se adjuntan y detallan todos los deseos que alguna vez se hubieran pedido (y efectuado) a lo largo de toda la historia de Dragon Ball, tanto en anime, como en manga.

### En serie de manga y anime
Estos son, por orden cronológico, los deseos concedidos por dragones sagrados tanto en el manga como en el anime.
| Deseo | Solicitante                          | Dragón         |
| --- | ------------------------------------ | -------------- |
| Unas bragas. | Oolong                               | Shenlong       |
| Resucitar a Bora. | Upa                                  | Shenlong       |
| Volver a ser joven | Piccolo Daimaō                       | Shenlong       |
| Resucitar a todos los que murieron a causa de Piccolo Daimaō.                                                                                  | Bulma                                | Shenlong       |
| Resucitar a Son Gokū. | Kame Sen'nin                         | Shenlong       |
| Resucitar a Piccolo. | Dende                                | Polunga        |
| Trasladar a Piccolo hasta el planeta Namek. | Dende                                | Polunga        |
| Resucitar a todos los que murieron a causa de Freezer y sus soldados.                                                                          | Mr. Popo                             | Shenlong       |
| Transportar a todos lo que se encontraban en el planeta Namek hasta el planeta Tierra, a excepción a Son Gokū y Freezer.                       | Son Gokū (a través de Dende)         | Polunga        |
| Trasladar el alma de Krilin al planeta Tierra.                                                                                                 | Bulma (a través de Dende)            | Polunga        |
| Resucitar a Krilin. | Bulma (a través de Dende)            | Polunga        |
| Resucitar a Yamcha. | Bulma (a través de Dende)            | Polunga        |
| Resucitar a Chaozu. | Bulma (a través de Dende)            | Polunga        |
| Resucitar a Ten Shin Han. | Bulma (a través de Dende)            | Polunga        |
| Transportar a los Namekianos al Nuevo planeta Namek.                                                                                           | Dende                                | Polunga        |
| Devolver a Pilaf y su banda su juventud (Shenlong malinterpretó el deseo de Pilaf y convirtió a los tres en bebés).                            | pilaf                                | Shenlong       |
| Resucitar a todos los que murieron a causa de Cell, incluyendo a Trunks del futuro                                                             | Yamcha                               | Shenlong       |
| Eliminar las bombas que estaban dentro de los cuerpos de los androides #17 y #18.                                                              | Krilin                               | Shenlong       |
| Resucitar a todos los que murieron durante el día que se realizó el 25.º torneo de artes marciales, a excepción de los malvados.               | Bulma (a través de Yamcha)           | Shenlong       |
| Reconstruir el planeta Tierra, tras haber sido destruido por Majin Boo.                                                                        | Dende                                | Polunga        |
| Resucitar a todos los que murieron desde aquel día que Babidi llegó a la Tierra, a excepción de los extremadamente malvados (Vegeta resucita). | Dende                                | Polunga        |
| Restablecer toda la energía de Son Gokū. | Dende                                | Polunga        |
| Hacer que todos los habitantes de la Tierra olviden que Majin Boo alguna vez fue malvado.                                                      | Son Gokū                             | Shenlong       |
| Conocer qué es y cómo crear a un Super saiyajin dios.                                                                                          | Son Gokū                             | Shenlong       |
| Resucitar a Freezer | Sorbet                               | Shenlong       |
| Conseguir cien millones de Zenis. | Shū                                  | Shenlong       |
| Conseguir el helado más delicioso del planeta.                                                                                                 | Mai                                  | Shenlong       |
| Revertir la fusión Pothala del Supremo Kaiosama del Universo 7 y Kibito                                                                        | Kikito-shin                          | Polunga        |
| Restaurar el planeta Tierra del Universo 6, con las mismas costumbres y tradiciones que la Tierra del Universo 7.                              | Bills (a través de Whis)             | Super Shenlong |
| Intercambiar su cuerpo original, por el cuerpo de Monaka. (Solo en el manga)                                                                   | Zamas                                | Super Shenlong |
| Intercambiar su cuerpo original, por el cuerpo de Son Gokū.                                                                                    | Zamas                                | Super Shenlong |
| Ser inmortal. | Zamas del futuro                     | Super Shenlong |
| Restaurar a todos los universos que fueron eliminados durante el transcurso del Torneo de la Supervivencia Universal.                          | Androide #17 (a través de Dashinkan) | Super Shenlong |

### Exclusivos del anime
Estos deseos son exclusivos del anime Dragon Ball GT y de los rellenos de Dragon Ball Super.
| Deseo | Solicitante    | Dragón        |
| --- | -------------- | ------------- |
| Rejuvenecer a Son Gokū hasta su niñez (accidentalmente) | Pilaf          | Shenlong Rojo |
| Crear un planeta, cercano a la Tierra, a imagen y semejanza del Planeta Plant, que se llamaría Planeta Tsufuru. | Vegeta Baby    | Shenlong Rojo |
| La reconstrucción del planeta Tierra, tras haber evacuado a toda su población al Planeta Tsufuru y haber explotado, a causa de las Dragon Balls definitivas.                                                            | Gurú Namekiano | Polunga       |
| La resurrección de todos los habitantes de la Tierra que murieron desde la unión del mundo real y el Otro mundo, la aparición de Super #17, la corrupción de las Dragon Balls y la aparición de los 7 Dragones Oscuros. | Son Gokū       | Shenlong      |
| Curar a Pan de una enfermedad. | Son Gohan      | Shenlong      |

### En películas
Todos ellos concedidos por Shenlong.
| Deseo | Solicitante      | Película                                |
| --- | ---------------- | --------------------------------------- |
| Volver a la normalidad el país, como era antes de encontrarse los diamantes, y hacer que estos desaparezcan. | Pansy            | Shenron no Densetsu                     |
| Resucitar a Bora.                                                                                            | Upa              | Makafushigi Daibōken                    |
| Resucitar a Hatchan y quitarle la bomba dentro de su cuerpo .                                                | Son Gokū         | Saikyō e no michi                       |
| Ser inmortal.                                                                                                | Garlic Jr.       | Ora no Gohan o kaese!!                  |
| Resucitar al Dr. Uirō.                                                                                       | Dr. Cochin       | Kono yo de ichiban tsuyoi yatsu         |
| Restaurar nuevamente el bosque destruido por el incendio.                                                    | Son Gohan        | Chikyū marugoto chōkessen               |
| Rejuvenecer.                                                                                                 | Slug             | Chō saiyajin da Son Gokū                |
| Abrir la caja musical que encierran a Tapion y al monstruo Hildegarn.                                        | El hechicero Hoi | Dragon Ball Z: El Ataque del Dragón     |
| Conocer qué es y cómo crear a un Super saiyajin dios.                                                        | Son Gokū         | Dragon Ball Z: la batalla de los dioses |
| Resucitar al Maestro Roshi                                                                                   | Son Gokū         | Dragonball Evolution                    |
| Resucitar a Freezer                                                                                          | Sorbet           | Dragon Ball Z: Fukkatsu no F            |
| Conseguir un millón de Zenis.                                                                                | Shū              | Dragon Ball Z: Fukkatsu no F            |
| Trasladar a Broly de vuelta al planeta donde fue encontrado.                                                 | Chirai           | Dragon Ball Super: Broly                |
| Liberar todo el potencial oculto.                                                                            | Piccolo          | Dragon Ball Super: Super Hero           |
| Conseguir un aumento de glúteos.                                                                             | Bulma            | Dragon Ball Super: Super Hero           |
| Eliminar las arrugas de su rostro.                                                                           | Bulma            | Dragon Ball Super: Super Hero           |

### En otros
Todos estos deseos fueron concedidos por Shenlong, algunos fuera de la serie de Dragon Ball.
| Deseo | Solicitante              | Serie                                                 |
| --- | ------------------------ | ----------------------------------------------------- |
| Un tractor nuevo.                                                                                                   | El campesino hipopótamo. | Dr. Slump                                             |
| Devolver a Pilaf y su banda su juventud (Shenlong malinterpretó el deseo de Pilaf y convirtió a los tres en bebés). | Banda de Pilaf           | En algún momento del año 767, en Dragon Ball          |
| Ser el gobernante del mundo.                                                                                        | Mr. Satán                | Cross Epoch (Oneshot crossover Dragon Ball/One piece) |